# Sphecodes abuensis
Sphecodes abuensis là một loài Hymenoptera trong họ Halictidae. Loài này được Nurse mô tả khoa học năm 1903.